# Білгород-Дністровська міська територіальна громада
Білгород-Дністровська міська громада — територіальна громада України, в Білгород-Дністровському районі Одеської області з адміністративним центром у місті Білгород-Дністровський.
Площа території — 309,4 км², населення громади — 48 674 особи (2020 р.).
Утворена 17 липня 2020 року відповідно до Постанови Верховної Ради на базі визначення громад Розпорядженням Кабінету Міністрів України № 720-р від 12 червня 2020 року «Про визначення адміністративних центрів та затвердження територій територіальних громад Одеської області» у складі Білгород-Дністровської міської ради.

## Населені пункти
До складу громади увійшло м. Білгород-Дністровський.